# Ferae
— non classé —
Taxons de rang inférieur
- Pholidota
- Creodonta
- Carnivoramorpha
  - Carnivora

Les Ferae forment un taxon supérieur de mammifères placentaires dont les composantes ont fortement varié en fonction des époques et des auteurs.
Dans sa conception récente, le clade des Ferae regroupe les pangolins (ordre des Pholidota), les carnivores (ordre des Carnivora) et l'ordre éteint des Creodonta dans les classifications phylogénétiques. En raison de la confusion engendrée par les différentes acceptions de ce terme, certains auteurs ont proposé de lui préférer l’appellation Ostentoria pour le regroupement Pholidota - Carnivora.

## Classification

### Phylogénie
Phylogénie des ordres actuels de laurasiathériens, d'après Zhou et al., 2011 :
|  | Pholidota (pangolins)                                  |
|  |                                                        |
|  | Carnivora (chats, hyènes, chiens, ours, phoques, etc.) |
|  |                                                        |

|  | Perissodactyla (chevaux, tapirs, rhinocéros, etc.)                         |
|  |                                                                            |
|  | Cetartiodactyla (chameaux, porcs, ruminants, hippopotames, baleines, etc.) |
|  |                                                                            |

|  | Pholidota (pangolins)                                  |
|  |                                                        |
|  | Carnivora (chats, hyènes, chiens, ours, phoques, etc.) |
|  |                                                        |

|  | Perissodactyla (chevaux, tapirs, rhinocéros, etc.)                         |
|  |                                                                            |
|  | Cetartiodactyla (chameaux, porcs, ruminants, hippopotames, baleines, etc.) |
|  |                                                                            |

|  | Pholidota (pangolins)                                  |
|  |                                                        |
|  | Carnivora (chats, hyènes, chiens, ours, phoques, etc.) |
|  |                                                        |

|  | Perissodactyla (chevaux, tapirs, rhinocéros, etc.)                         |
|  |                                                                            |
|  | Cetartiodactyla (chameaux, porcs, ruminants, hippopotames, baleines, etc.) |
|  |                                                                            |

|  | Pholidota (pangolins)                                  |
|  |                                                        |
|  | Carnivora (chats, hyènes, chiens, ours, phoques, etc.) |
|  |                                                        |

|  | Perissodactyla (chevaux, tapirs, rhinocéros, etc.)                         |
|  |                                                                            |
|  | Cetartiodactyla (chameaux, porcs, ruminants, hippopotames, baleines, etc.) |
|  |                                                                            |

|  | Pholidota (pangolins)                                  |
|  |                                                        |
|  | Carnivora (chats, hyènes, chiens, ours, phoques, etc.) |
|  |                                                        |

|  | Perissodactyla (chevaux, tapirs, rhinocéros, etc.)                         |
|  |                                                                            |
|  | Cetartiodactyla (chameaux, porcs, ruminants, hippopotames, baleines, etc.) |
|  |                                                                            |

|  | Pholidota (pangolins)                                  |
|  |                                                        |
|  | Carnivora (chats, hyènes, chiens, ours, phoques, etc.) |
|  |                                                        |

|  | Perissodactyla (chevaux, tapirs, rhinocéros, etc.)                         |
|  |                                                                            |
|  | Cetartiodactyla (chameaux, porcs, ruminants, hippopotames, baleines, etc.) |
|  |                                                                            |

|  | Pholidota (pangolins)                                  |
|  |                                                        |
|  | Carnivora (chats, hyènes, chiens, ours, phoques, etc.) |
|  |                                                        |

|  | Perissodactyla (chevaux, tapirs, rhinocéros, etc.)                         |
|  |                                                                            |
|  | Cetartiodactyla (chameaux, porcs, ruminants, hippopotames, baleines, etc.) |
|  |                                                                            |

|  | Pholidota (pangolins)                                  |
|  |                                                        |
|  | Carnivora (chats, hyènes, chiens, ours, phoques, etc.) |
|  |                                                        |

|  | Perissodactyla (chevaux, tapirs, rhinocéros, etc.)                         |
|  |                                                                            |
|  | Cetartiodactyla (chameaux, porcs, ruminants, hippopotames, baleines, etc.) |
|  |                                                                            |

|  | Pholidota (pangolins)                                  |
|  |                                                        |
|  | Carnivora (chats, hyènes, chiens, ours, phoques, etc.) |
|  |                                                        |

|  | Perissodactyla (chevaux, tapirs, rhinocéros, etc.)                         |
|  |                                                                            |
|  | Cetartiodactyla (chameaux, porcs, ruminants, hippopotames, baleines, etc.) |
|  |                                                                            |

|  | Pholidota (pangolins)                                  |
|  |                                                        |
|  | Carnivora (chats, hyènes, chiens, ours, phoques, etc.) |
|  |                                                        |

|  | Perissodactyla (chevaux, tapirs, rhinocéros, etc.)                         |
|  |                                                                            |
|  | Cetartiodactyla (chameaux, porcs, ruminants, hippopotames, baleines, etc.) |
|  |                                                                            |

|  | Pholidota (pangolins)                                  |
|  |                                                        |
|  | Carnivora (chats, hyènes, chiens, ours, phoques, etc.) |
|  |                                                        |

|  | Perissodactyla (chevaux, tapirs, rhinocéros, etc.)                         |
|  |                                                                            |
|  | Cetartiodactyla (chameaux, porcs, ruminants, hippopotames, baleines, etc.) |
|  |                                                                            |

|  | Pholidota (pangolins)                                  |
|  |                                                        |
|  | Carnivora (chats, hyènes, chiens, ours, phoques, etc.) |
|  |                                                        |

|  | Perissodactyla (chevaux, tapirs, rhinocéros, etc.)                         |
|  |                                                                            |
|  | Cetartiodactyla (chameaux, porcs, ruminants, hippopotames, baleines, etc.) |
|  |                                                                            |

|  | Pholidota (pangolins)                                  |
|  |                                                        |
|  | Carnivora (chats, hyènes, chiens, ours, phoques, etc.) |
|  |                                                        |

|  | Perissodactyla (chevaux, tapirs, rhinocéros, etc.)                         |
|  |                                                                            |
|  | Cetartiodactyla (chameaux, porcs, ruminants, hippopotames, baleines, etc.) |
|  |                                                                            |

|  | Pholidota (pangolins)                                  |
|  |                                                        |
|  | Carnivora (chats, hyènes, chiens, ours, phoques, etc.) |
|  |                                                        |

|  | Perissodactyla (chevaux, tapirs, rhinocéros, etc.)                         |
|  |                                                                            |
|  | Cetartiodactyla (chameaux, porcs, ruminants, hippopotames, baleines, etc.) |
|  |                                                                            |

|  | Pholidota (pangolins)                                  |
|  |                                                        |
|  | Carnivora (chats, hyènes, chiens, ours, phoques, etc.) |
|  |                                                        |

|  | Perissodactyla (chevaux, tapirs, rhinocéros, etc.)                         |
|  |                                                                            |
|  | Cetartiodactyla (chameaux, porcs, ruminants, hippopotames, baleines, etc.) |
|  |                                                                            |

|  | Pholidota (pangolins)                                  |
|  |                                                        |
|  | Carnivora (chats, hyènes, chiens, ours, phoques, etc.) |
|  |                                                        |

|  | Perissodactyla (chevaux, tapirs, rhinocéros, etc.)                         |
|  |                                                                            |
|  | Cetartiodactyla (chameaux, porcs, ruminants, hippopotames, baleines, etc.) |
|  |                                                                            |

La proximité entre carnivores et pholidotes (pangolins) est fondée sur des études moléculaires, sans être soutenue par des caractéristiques morphologiques communes.

### Histoire
L'ordre des Ferae (« bêtes sauvages » en latin) est proposé pour la première fois en 1758 dans la 10e édition du « Systema Naturae » de Carl von Linné. Le père de la classification classique y décrit six genres, qui ont perduré jusqu'au XXIe siècle, bien que les espèces contenues dans chacun de ces genres aient changé depuis : Phoca, Canis, Felis, Viverra, Mustela et Ursus.